# Asunafo South District
| \| \| |
|       |

|  |

Der Asunafo South District ist ein Distrikt innerhalb der Ahafo Region im Westen Ghanas mit einer Gesamtfläche von 911,9 Quadratkilometern. Hauptort und größte Ortschaft ist Kukuom. Die Einwohnerzahl betrug im Jahr 2019 etwa 118.400; bei der Volkszählung 2010 hatte der Asunafo South District etwa 95.600 Einwohner.

## Geschichte
Im Zuge des Dezentralisierungsprozesses unter Präsident Jerry Rawlings wurde im März 1989 der Asunafo District gebildet. Der Asunafo South District entstand im Jahr 2004 gemeinsam mit dem Asunafo North District durch Teilung dieses Distrikts (Legislative Instrument 1773). Bis zum Februar 2019 gehörte das Gebiet zur aufgelösten Brong Ahafo Region.

## Geographie
Der Asunafo South District grenzt an die Distrikte Asunafo North Municipal und Asutifi South der Ahafo Region, außerdem an den Distrikt Atwima Mponua der Ashanti Region sowie die Distrikte Juaboso und Sefwi Wiawso Municipal der Western North Region.

## Ortschaften
Die zwanzig größten Ortschaften des Asunafo South Districts sind:
- 1000 Acres
- Abuom
- Anwiam
- Asibrim
- Asufufuo
- Beposo No. 2 (Nyame Adom)
- Camp No. 1
- Dantano
- Durowaakrom
- Dwomokrom
- Kesekrom (Kumadwo Dwan)
- Kukuom
- Kwapone
- Kwapong
- New Sawereso (Seinua)
- Noberkaw
- Onwe
- Oppongkrom
- Sankore
- Yaw Barfikrom (Ohiampeanika)